# The Legend of Neverland
Легенда об Неверленде (англ. The Legend of Neverland) — мобильная MMORPG, использующая типичную для гача-игр монетизацию.
Первоначально игрок выбирает один класс, который может сменить на 102 уровне. Также на 65 уровне игроку становится доступным ремесленник.

## Игровой процесс
Игрок начинает из одного из пяти классов: мечник, рейнджер, ученый, улан и ремесленник (доступен с 65 уровня). Помимо сюжетных квестов, нужно проходить ежедневные задания для получения опыта и улучшений, итемов, игрока. Важную роль играет гильдия, так как часть контента только через неё.
Важную роль играют феи, которые выдаются либо по сюжету, или через гачу — первоначально можно установить три: две боевых и одну на снабжение, затем становятся доступны другие. Фей надо устоять, как через внутриигровую валюту, так и через гачу, путем повышения ранга.
Прокачка игрока фиксирована, нет возможности получать опыт вне лимита, что типично для китайских игр.

## Мир игры
В основе сюжета стоит проникновение в мир Кабалы сил хаоса, которым должен простоять, с помощью фей, игрок, который однажды проиграл, но был пробужден.

## Классы
Изначально игрок может выбирать один класс, позднее он получает возможность дополнительного класса, ремесленника, а также смены основного класса на 102 уровне.

### Мечник
Ближний класс рассчитан на быстрые атаки и максимальный урон в секунду, в качестве основного оружия использует длинный меч. Подклассы «Гладиатор» и «Берсерк».

### Лучник
Лучник или рэйнджер. Дамагер (наносящий урон, дд.), совершающий атаки с дальнего расстояния, основное оружие использует лук. Подклассы «снайпер» и «ветроном».

### Маг
Может использоваться как и дальние и ближние атаки, в качестве основного оружия фолиант.
Подклассы «судья» и «таинство».

### Ремесленник
Класс ближнего и дальнего боя, дамагер, в качестве оружия использует пушку. Также может одним из навыков вызвать роботов.
Подклассы «огнестрел» и «техник».

### Копейщик
Класс ближнего боя, дамагер, самый сильный класс в игре, имеет двойной контроль. Подклассы «Рыцарь Дракона» и «Ратник дракона»

## Механика боя
Вы можете использовать во время боя 2 класса, но один основной, а другой подкласс. Переключаясь с задержкой по времени, комбинируя навыки вы наносите урон монстрам или другим игрокам.
Также вы можете использовать навыки фей, с ограниченным по времени использованием.
Для каждого класса есть свои рекомендуемые феи, и сборки навыков.

## Феи
В игре присутствуют компаньоны — феи, которые делятся на стихи. Всего их в игре пять: свет, огонь, земля, вода и ветер.
Можно получить путем синтеза мифических, легендарных, превосходных.
Синтезируя фей можно увеличить их улучшение звезд от 4 до 18.

### Воля фей
Проходя событие «Испытание временем» вы можете получать различные «Центр Воли» или «Произвольная воля»
Для каждой феи вы можете собрать одну «Центр Воли» и четыре "Произвольной Воли "
Комбинируя одинаковые "Произвольные Воли " вы можете собрать Сет, тем самым увеличив силу персонажа.

## Досуг
В игре присутствуют разные активности после окончания выполнения квестов основного сюжета. Игрок может проходить их как в одиночку так и группой до 5 человек.
Также есть гильдейские события такие как «пляж», «босс гильдии», «Мир Мрака».

## Оценки
Несмотря на то, что игра получила популярность (более 5 млн скачиваний на Google play), игровой портал Hardcore IOS оценил игру в 2,5 балла из 5, отметив, что игра является ярким представителем гача-игр, не пытаясь внести что то новое. В то же время, на 2023 год, на Google play рейтинг игры был 4,2.